# Ямпіль (Чорнобильський район)
Я́мпіль (МФА: [ˈjɐmpʲiʎ] ( прослухати)) (Янпіль) — колишнє село в Україні в Іванківському районі Київської області. До 1986 року входило до складу Чорнобильського району, на відстані 13 км від колишнього райцентру — міста Чорнобиль. Село розташоване на правому березі річки Уж.

## Історія
Час виникнення села невідомий. Вперше фіксується на картах 1860-х років. У 1860-80-х роках село являло собою невелике поселення на 17-20 дворів.
У 1900 році село налічувало 26 дворів, населення становило 140 осіб, що займалися здебільшого землеробством. У селі діяла школа грамоти. Село підпорядковувалося Чорнобильській волості.
У радянський час підпорядковувалося Черевацькій сільській раді.
Напередодні аварії на ЧАЕС у 77 дворах села проживало 153 мешканці. Село складалося з єдиної вулиці довжиною 2 км.
Після аварії на станції 26 квітня 1986 село було відселене внаслідок сильного забруднення, мешканці переселені у села Здвижівка та Нове Залісся Бородянського району.
Офіційно зняте з обліку 1999 року за відсутності населення.
Після Чорнобильської катастрофи село увійшло до 30-кілометрової зони відчуження.
З кінця лютого до 1 квітня 2022 року село було окуповане російськими військами.